# Zeerust
Zeerust est une ville d’Afrique du Sud, située dans la province du Nord-Ouest. Elle est le siège de la municipalité locale de Ramotshere Moiloa. 

## Géographie
La ville est située à 55 km au nord-est de Mahikeng, la capitale du Nord-Ouest, et à 210 km à l'ouest de la Pretoria, capitale administrative du pays, et de Johannesbourg. La frontière avec le Botswana est à 40 km à l'ouest et sa capitale Gaborone à 100 km au nord.

## Histoire
La ville est fondée en 1863.

## Démographie
Selon le recensement de 2011, la population de Zeerust était de 9 093 habitants.